# ماريا فلاكسمان
ماريا فلاكسمان (بالإنجليزية: Maria Flaxman)‏‏ (1768 - 17 أبريل 1833 في لندن) رسامة توضيحية .